# Jean Clerc
Pour les articles homonymes, voir Clerc.
Jean Clerc, né le 15 avril 1892 à Seyssel (Ain) et mort le 9 mars 1966 à Annecy (Haute-Savoie), est un homme politique français.

## Biographie
Depuis 1945, il est élu conseiller général pour le canton d'Annecy-Sud. Dix ans plus tard, il devient président de l'Assemblée départementale haut-savoyarde, succédant à Louis Martel. Il restera à ce poste jusqu'en 1958, où lui succèdera Arthur Lavy. Il reste cependant vice-président.
En 1948, il est élu du Conseil de la République. Il gardera son mandat de sénateur jusqu'en 1966. Décédé à l'âge de 73 ans, son suppléant Paul Favre lui succède pour son mandat national.